# Lophopoeum bituberculatum
Lophopoeum bituberculatum är en skalbaggsart som först beskrevs av White 1855.  Lophopoeum bituberculatum ingår i släktet Lophopoeum och familjen långhorningar. Inga underarter finns listade i Catalogue of Life.